# Jeannine Mosely
Jeannine Mosely (nacida el 16 de mayo de 1953) es una matemática e ingeniera eléctrica estadounidense. Doctorada en el MIT, es conocida por su trabajo artístico en el mundo del origami, la técnica de construir figuras de papel de origen japonés, en la que se ha distinguido por organizar la creación con numerosos voluntarios de grandes modelos a base de tarjetas de visita. En el campo de los fractales, ideó la figura que lleva su nombre, el copo de nieve de Mosely.

## Carrera de educación e ingeniería
Mosely nació en Pittsburg (Pensilvania) en 1953. Obtuvo una licenciatura en matemáticas y otra en ingeniería eléctrica por la Universidad de Illinois en Urbana-Champaign, y el máster y el doctorado en ingeniería eléctrica e informática por el Instituto de Tecnología de Massachusetts. Para su maestría, desarrolló algoritmos para el acceso múltiple por división de tiempo (utilizados en tecnología de teléfonos celulares). Para su doctorado, desarrolló algoritmos de control de flujo para manejar el tráfico de Internet. Después de terminar su carrera, Mosely enseñó como profesora visitante durante un año en la Universidad de California en Berkeley en el Departamento de ingeniería eléctrica. Posteriormente trabajó en la compañía ICAD, Inc. de 1986 a 1999, desarrollando algoritmos de modelado geométrico para el diseño asistido por computadora.

## Origami
Mosely lanzó varios grandes proyectos de origamis creados con tarjetas de presentación. En 1994 inventó un método para unir cubos de tarjetas de presentación tradicionales en estructuras que podían ser muy grandes. En 1995 organizó un proyecto para construir una aproximación de nivel 3 al fractal conocido como esponja de Menger usando estos cubos. El proyecto se culminó en 2005, con 66.048 tarjetas dobladas y ensambladas por Mosely y unos 200 voluntarios.
En 2008, la ciudad de Worcester (Massachusetts) le encargó el desarrollo de un proyecto para formar parte de la celebración de la víspera de Año Nuevo (festividad conocida como First Night en Estados Unidos). Se eligió la Union Station de la localidad como modelo a construir. Mosely realizó un modelo informático en 3D de la estación, que luego se desarrolló en el modelo a base de tarjetas de presentación resultante. Varios cientos de escolares de Worcester asistidos por estudiantes voluntarios del Instituto Politécnico de Worcester doblaron cubos y ayudaron a construir el modelo terminado, en el que se utilizaron más de 60.000 tarjetas.
En 2012, las Bibliotecas de la Universidad del Sur de California encargaron a Mosely que codirigiera un proyecto junto con Margaret Wertheim, su miembro residente Discovery Fellow, para involucrar a cientos de miembros de la comunidad de la Universidad del Sur de California en la construcción de un modelo de la esponja del copo de nieve Mosely, otro modelo fractal, que requirió emplear aproximadamente unas 49.000 tarjetas. El copo de nieve de Mosely, miembro de la misma familia de fractales que la esponja de Menger, fue descubierta por Mosely en 2006 mientras exhibía su modelo de ese fractal original en la galería Machine Project en Los Ángeles. El catálogo de la exposición Machine-Menger se publicó como un pequeño libro de artista "Una guía de campo para la esponja de Menger de tarjetas de presentación", coescrito por Mosely y Wertheim, el curador de la exposición. Los textos y las imágenes de este libro están disponibles como una exhibición en línea en el Institute For Figuring.
Mosely también ha desarrollado técnicas matemáticas para diseñar y analizar modelos de origami curvos como su "Orb", "Bud", y "Sails". Sails es una pieza de teselación creada a partir de una sola hoja de papel de acuarela blanco y compuesta de un patrón repetido de triángulos superpuestos que evoca velas onduladas. En 2019-2020, "Sails" se exhibió en la exposición "Math Unfolded" en el Museo Nacional de Matemáticas.
En 2007, Mosely comenzó a diseñar modelos poliédricos con forma de origami utilizando cartones de huevos. Ella llama a esta técnica or-egg-ami (algo así como "or-huevo-ami"). En 2012, uno de estos modelos fue bronceado y dorado por el escultor Kevin Box con la ayuda del artista Dick Esterle. La escultura completa, titulada "Waxing Gibbous", fue exhibida en la Conferencia de Arte Matemático Bridges.